# Meliosma nesites
Meliosma nesites är en tvåhjärtbladig växtart som beskrevs av Ivan Murray Johnston. Meliosma nesites ingår i släktet Meliosma och familjen Sabiaceae. Inga underarter finns listade.